# عبد الحسن آل طفل
عبد الحسن آل طفل (1322 هـ - 1417 هـ). هو رجل دين وخطيب حسيني شيعي بحراني؛ كانت له الزعامة الدينية في قرية جد حفص إذ تولّى فيها إمامة الجمعة والجماعة في جامع جد حفص لفترة قاربت النصف قرن. بالإضافة لكونه من رجال الدين البارزين للطائفة الشيعية في البحرين، والمُؤثرين على المجتمع الشيعي في البحرين في فترة حياته.

## ولادته ونشأته
كانت ولادته سنة 1322 هـ (الموافقة لسنة 1904 م) وذلك في قرية توبلي البحرانية، ولضيق الأحوال المعيشية التي عانت منها أسرته؛ فقد هاجر مع والده إلى أبو ظبي وكان يبلغ من العمر ثلاث سنين. وقد كان أبوه معلما للقرآن فتعلم عليه القراءة والكتابة وتلاوة القرآن، ثم اتجه للقراءة والمطالعة الشخصية ثم قرر الدخول في سلك الخطابة الحسينية.

## عودته إلى البحرين
عاد بعد فترة طويلة إلى وطنه البحرين وتحديداً بعد وفاة والده، وتزوّج وسكن واستقر بقرية جد حفص لوجود أقارب له من عائلتي الحَمَّار والفردان فيها، بالإضافة إلى أن محمد علي المدني قد التقى به في أبو ظبي أثناء زيارته لها في الثلاثينيات، وقد نصحه بالرجوع إلى البحرين، ووعده بتدريسه العلوم الدينية. وقد امتهن بعد رجوعه إلى البحرين عدة مهن لينفق على أسرته؛ منها: خياطة العباءات (البشوت)، والوساطة في تجارة اللؤلؤ، بالإضافة للأجور التي يحصل عليها من الخطابة الحسينية؛ غير أنّ الفقر كان سائداً على وضعه في شبابه لدرج أنه لم يملك بيتاً إلّا بعد مدة طويلة من عودته إلى البحرين، ثم تغيرت حاله حين اشتغل بتجارة العقارات.

## عمله الديني
بالإضافة إلى دخوله في مجال الخطابة الحسينية؛ فقد انخرط في الدراسات الحوزوية بعد رجوعه إلى البحرين حيث تتلمذ على محمد علي المدني، ثم التحق بالمدرسة الدينية التي أسستها دائرة الأوقاف الجعفرية بالمنامة سنة 1356 هـ (1937 م) وتتلمذ هناك على يد عبد الله آل طعان، وباقر العصفور، وعبد الحسين المميز. وكان يسافر سنوياً إلى النجف وكربلاء ويمكث فيهما شهرين أو أكثر للإطّلاع والاستزادة العلمية وزيارة المُقدّسات الشيعة، وقد أجازه المرجع محسن الحكيم في نقل فتاواه إلى مُقلّديه، وأن يتسلم الحقوق الشرعية - الزكوات والأخماس - منهم، وكانت إجازته في عام 1376 هـ، وقد توقف في السنين الأخيرة من حياته عن السفر إلى وجهته السنوية بسبب ضعف صحته وزيادة مشاغله الدينية والاجتماعية.
وقد صارت له الزعامة الدينية في قرية جد حفص، بعد وفاة أستاذه محمد علي المدني الذي كان إمام جامع جد حفص وقد تُوفيّ سنة 1364 هـ (1945 م). واستمرت زعامته الدينية فترة طويلة تقارب النصف قرن؛ استمرّ فيها بإقامة صلاة الجمعة والجماعة في جامع جد حفص.

### مدرسته
أسس مدرسة دينية (حوزة علمية) في قرية جد حفص بأمواله الخاصة عرفت باسمه مدرسة الشيخ عبد الحسن آل طفل للعلوم الدينية، وقد افتتحت في السابع والعشرين من شهر رجب 1386 هـ (أي سنة 1966 م)، وباشر بنفسه التدريس فيها إلى جانب بعض من رجال الدين الآخرين. وقام في الثمانينيات بتوسعة مبنى المدرسة ببناء دور إضافي لها؛ ثم إنها قد هدمت وأعيد بنائها بعد وفاته فصارت في مبنى ضخم ومتطور. وتعد هذه المدرسة الدينية الأولى من نوعها بالنسبة للطائفة الشيعية في البحرين بعد النصف الثاني من القرن الرابع عشر، بعد أن انحلت المدرسة التي أسستها دائرة الأوقاف الجعفرية سنة 1356 هـ في المنامة.
وقد تولّى إدارة هذه المدرسة تلميذه سليمان المدني بعد وفاته؛ ثم تسلم أحفاد آل طفل إدارة المدرسة بعد وفاة المدني ولا يزالون يعملون في إدارتها.
ومن الخطباء الذين درسوا العلوم الفقهية عند آل طفل: حسن زين الدين، وحسن الباقري، وأحمد أبو العيش، وعبد الرسول السهلاوي، وجعفر الكربابادي، وجعفر الشاخوري.

## مؤلفاته
- علماء الإمامية وحكم صلاة الجمعة.
- مفتاح الإرشاد في الهداية والرشاد. رسالةٌ عملية في الصلوات الواجبة، وقد أفرد لهذه الرسالة مُقدّمةً في أصول الدين، والرسالة على هيئة أسئلة وأجوبة، وهي مُطابقةٌ في أحكامها لفتاوى يوسف البحراني صاحب الحدائق، ومُوجّهةٌ لعمل مُقلّديه، ولا تزال هذه الرسالة مخطوطةً وغير مطبوعة.[7]